# Luminescence Q.E.D.
『luminescence Q.E.D.』（ルミネッセンス・キュー・イー・ディー）は、分島花音の4枚目のアルバム。2016年11月30日にワーナー・ブラザース ホームエンターテイメントより発売された。

## 概要
分島花音のアルバムとしては前作『ツキナミ』より1年9ヶ月ぶりのリリースとなった。
タイトルの「luminescence」は衝撃を加えられることでもともと発光物ではないものに光が生まれる発光現象の摩擦ルミネッセンスのことであり、「ステキな音楽と出会った時に受ける衝撃」を表している。「Q.E.D.」は数学や哲学において「証明終わり」を示す略号であり、音楽が自分自身の証明になるという思いを込めてつけられた。この2つの言葉を合わせ、本作が誰かにとっての光になると同時に自己証明でもあることを意味している。
初回生産限定盤、アーティスト盤、通常盤の3形態がリリースされ、初回生産限定盤にはluminescence Q.E.D.ストーリーCD、2016年に行われたライブツアー『Unbalance by Me 』のZepp DiverCity Tokyo公演の模様を収録したBD、分島花音セルフライナーノーツ、アナザーフォトなどが掲載された特典ブックが封入されている。またアーティスト盤には初回生産限定盤のBDと同内容のDVDが封入されている。

## 収録曲

### CD
DISC-1
全作詞・作曲：分島花音
1. Unbalance by Me
  - 編曲：sugarbeans
2. RIGHT LIGHT RISE
  - 編曲：千葉"naotyu-"直樹

7thシングル表題曲。
テレビアニメ『ダンジョンに出会いを求めるのは間違っているだろうか』エンディングテーマ
3. the BEAST can't BE STOpped
  - 編曲：江口亮
4. odette
  - 編曲：sugarbeans
5. 平凡な僕
  - 編曲：sugarbeans
6. ノットフォーセール・フォッシル
  - 編曲：江口亮
7. 君はソレイユ
  - 編曲：古川貴浩

8thシングル表題曲。
OVA『ストライク・ザ・ブラッド ヴァルキュリアの王国篇』エンディングテーマ
8. Drink Drunk Music
  - 編曲：sugarbeans
9. Love your enemies
  - 編曲：千葉"naotyu-"直樹

9thシングル表題曲。
劇場版『selector destructed WIXOSS』メインテーマ
10. luminescence Q.E.D.
  - 編曲：sugarbeans

DISC-2 （初回生産限定盤のみ）
1. luminescence Q.E.D. Story CD
  - 出演：加隈亜衣

本アルバムの収録曲からインスパイアされたストーリーをライターが制作し、加隈亜衣が演じたものである[3]。

### BD/DVD
分島花音 LIVE TOUR 2016『Unbalance by Me』（2016/6/26 Zepp DiverCity Tokyo）より
1. 無重力
2. killy killy JOKER
3. The strange treat!
4. 芸術家のかわいい想像たち
5. IT DON'T MEAN A THING
6. ファールプレーにくらり
7. RIGHT LIGHT RISE
8. odette
9. 君はソレイユ
10. モンスター・スター
11. サクラメイキュウ
12. Love your enemies
13. ツキナミ
14. Unbalance by Me
15. 自由落下とピノキオ
16. moonlight party
17. プリンセスチャールストン